# Benjamin Sheares
Benjamin Henry Sheares, (ur. 12 sierpnia 1907 w Singapurze, zm. 12 maja 1981, tamże) – singapurski polityk i lekarz, profesor nauk medycznych, prezydent Singapuru w latach 1971-1981.

## Życiorys
Urodził się 12 sierpnia 1907 w Singapurze.
Ukończył studia medyczne na Malaya University w Singapurze (obecnie Narodowy Uniwersytet Singapuru), na którym z czasem został profesorem. Był też ordynatorem szpitala i osobą powszechnie szanowaną w Singapurze.
Benjamin Sheares sprawował urząd prezydenta Singapuru od 2 stycznia 1971, kiedy to zastąpił Yeoh Ghima Senga, czasowo sprawującego funkcję po śmierci Yusofa bin Ishaka. Urząd sprawował do swej śmierci 12 maja 1981 w Singapurze. Następnie czasowo obowiązki prezydenta ponownie sprawował speaker Parlamentu Singapuru Yeoh Ghim Seng, a trzecim prezydentem Singapuru został 23 października 1981 Devan Nair.

## Życie prywatne
Benjamin Henry Sheares był żonaty i miał troje dzieci.